# Juegos interrumpidos
Juegos interrumpidos es una serie de televisión por internet mexicana de suspenso dramático producida por Carlos Moreno Laguillo para TelevisaUnivision en el 2024. La serie es una historia original de Socorro González Ocampo que aborda el problema social sobre el tráfico de menores. Se lanzó en Vix el 30 de agosto de 2024.
Está protagonizada por Silvia Navarro, Jorge Salinas y David Chocarro, junto a un reparto coral.
La serie fue renovada para una segunda temporada, que fue estrenada el 2 de mayo de 2025.

## Premisa
Cuando una madre mexicana que vive en los Estados Unidos descubre que su hijo adoptivo le fue entregado a través de una red de tráfico humano, se enfrenta a un agonizante dilema moral. Dividida entre su empatía por la madre biológica del niño y su profundo amor por él, se siente devastada ante la idea de perderlo. Sin embargo, descubrir la verdad trae consigo peligros que amenazan no solo el bienestar psicológico y la estabilidad de su familia, sino también sus propias vidas.
A medida que se adentra más en la situación, los riesgos se multiplican, poniendo en peligro todo lo que aprecia.

## Reparto

### Principales
- Silvia Navarro como Karen Villa
- David Chocarro como Tony Blanco
- Luis Felipe Tovar como Edmundo Hernández
- Irán Castillo como Melissa Suárez
- Laura Carmine como Laura Suárez
- Luis Gatica como Jack Smith
- Ian Andrade como Arturo Villa
  - José Camilo Apolonio interpretó a Arturo infante
- Jorge Salinas como Damián Villa

### Recurrentes e invitados especiales
- Vanessa Bauche como Victoria
- Roberto Sosa
- Alma Delfina como Lidia
- Otto Sirgo como Pedro
- Alberto Agnesi como Luis Ortega
- María José de la Cruz como María
- Adrián Makala como Tyler McGuire
- Luciana Bautista como Sara
- Antonio Denetro como el Padre de Sara
- Karolina Gutze como la Madre de Sara
- Arthur Pratts como Sacerdote
- Axel Santos como Secuestrador
- Manuel Riguezza
- Arturo Vinales como Pérez Valdez

## Episodios
| Temporada | Temporada | Episodios | Episodios | Lanzamiento original | Lanzamiento original |
| --------- | --------- | --------- | --------- | -------------------- | -------------------- |
|           | 1         | 10        | 10        | 30 de agosto de 2024 | 30 de agosto de 2024 |
|           | 2         | 10        | 10        | 2 de mayo de 2025    | 2 de mayo de 2025    |

### Primera temporada (2024)
| N.º en serie | N.º en temp. | Título                      | Fecha de lanzamiento original |
| --- | ------------ | --------------------------- | ----------------------------- |
| 1 | 1            | «El auto rojo»              | 30 de agosto de 2024          |
| Karen y Damián se enteran de que su hijo Arturo sufre bullying en la escuela, lo que le detona una serie de pesadillas. Gracias a Melissa y Laura, Karen conoce a Tony, un especialista dispuesto a ayudar a Arturo.                                              |              |                             |                               |
| 2 | 2            | «La iglesia de la estrella» | 30 de agosto de 2024          |
| Karen, Melissa y Tony investigan sobre el pasado de Arturo quien sigue teniendo crisis por sus recuerdos. La confianza entre Karen y Tony crece gracias al acercamiento del niño con el terapeuta.                                                                |              |                             |                               |
| 3 | 3            | «Mamá»                      | 30 de agosto de 2024          |
| Laura se adapta a su nueva realidad con la ayuda de Melissa y Tony. Karen se da cuenta de que Arturo habla naturalmente una lengua indígena, el mismo que expresa cuando sueña o tiene pesadillas. Tony comienza las sesiones de hipnosis.                        |              |                             |                               |
| 4 | 4            | «La fruta amarga»           | 30 de agosto de 2024          |
| Las pesadillas de Arturo se vuelven más específicas y las crisis no ceden. Damián culpa a Tony. Las amenazas contra Tony continúan, pues cree que todo está conectado. Laura y Melissa dudan de la perfección de Damián.                                          |              |                             |                               |
| 5 | 5            | «La pelota de colores»      | 30 de agosto de 2024          |
| Karen se desespera por las crisis de Arturo, mientras que su programa es un éxito con las madres que no dejan de buscar a sus hijos perdidos. Melissa investiga un orfanato en la frontera y se ve en un percance peligroso.                                      |              |                             |                               |
| 6 | 6            | «Una puerta verde»          | 30 de agosto de 2024          |
| Karen y Damián continúan peleando por el asunto de adopción de su hijo. Arturo se siente cada vez más solo y sus crisis no paran. Laura ayuda a capturar a los responsables de un secuestro.                                                                      |              |                             |                               |
| 7 | 7            | «La canción de cuna»        | 30 de agosto de 2024          |
| El ataque a Melissa se conecta con toda la investigación. Laura se entera de que hay una persona influyente involucrada y la suspenden de la policía. Los movimientos de Karen son contraproducentes con la campaña política de Edmundo.                          |              |                             |                               |
| 8 | 8            | «Aguja en el pajar»         | 30 de agosto de 2024          |
| Karen quiere llegar a la verdad. Tony duda en continuar apoyando a Arturo por sus sentimientos hacia Karen. Damián enfurece de celos al ver unas fotografías de Karen y Tony. Laura y a Melissa son amenazadas.                                                   |              |                             |                               |
| 9 | 9            | «El hijo»                   | 30 de agosto de 2024          |
| Karen se pelea con Damián y se desahoga con Tony. Arturo tiene una crisis fuerte en la oficina de Damián quien manipula a Karen para que termine con la idea de divorciarse de él. Atacan a Tony en su propia casa.                                               |              |                             |                               |
| 10 | 10           | «La última pieza»           | 30 de agosto de 2024          |
| Laura sigue una línea de investigación sobre unos autolavados cuyo logotipo coincide con un dibujo de Arturo. Karen hace un programa en vivo y revela su situación frente al mundo. La familia Villa es amenazada en una persecución que pone en peligro su vida. |              |                             |                               |

### Segunda temporada (2025)
| N.º en serie | N.º en temp. | Título                       | Fecha de lanzamiento original |
| --- | ------------ | ---------------------------- | ----------------------------- |
| 11 | 1            | «Victoria»                   | 2 de mayo de 2025             |
| Victoria pierde a su hijo en una comunidad pobre, sin nada a su favor decide buscarlo con sus propios medios. Después de fallar su último embarazo, Karen se deprime al saber que nunca podrá ser madre. Damián la lleva a adoptar a Arturo.          |              |                              |                               |
| 12 | 2            | «Ciudad Solares»             | 2 de mayo de 2025             |
| Karen, Tony y el niño llegan a Ciudad Solares decididos a buscar a la familia de Arturo. Melissa establece contacto con Bruno para que ayude a sus amigos en México. Karen y Tony viven su amor. Victoria no olvida a Elías. Damián denuncia a Karen. |              |                              |                               |
| 13 | 3            | «Un buen papá»               | 2 de mayo de 2025             |
| Karen se frustra, pero Tony sabe cómo manejar la situación. Victoria está muy enferma. Laura encuentra nuevas pistas sobre los negocios de car wash, pero los resultados hacen que dude de Luis. Bruno da con el nombre original de Arturo.           |              |                              |                               |
| 14 | 4            | «Honor, coraje y compromiso» | 2 de mayo de 2025             |
| Karen, Tony y Arturo sufren un ataque. Damián encuentra a su familia en Ciudad Solares y decide recuperar a Arturo. Melissa decide viajar para ayudar a sus amigos.                                                                                   |              |                              |                               |
| 15 | 5            | «Culpable»                   | 2 de mayo de 2025             |
| Damián se lleva por la fuerza a Arturo mientras que Karen es detenida. Edmundo da por muerto a Tony, sin saber que ha sobrevivido y coincide en la clínica donde atienden a Victoria, que sin esperarlo, recibe la esperanza que tanto ha esperado.   |              |                              |                               |
| 16 | 6            | «Retoño»                     | 2 de mayo de 2025             |
| Victoria no pierde la esperanza. Pedro busca abogados para ayudar a Karen. Melissa y Bruno encuentran a Tony. Mientras se recaban las pruebas necesarias, el juez toma una decisión dura para Karen.                                                  |              |                              |                               |
| 17 | 7            | «Marine»                     | 2 de mayo de 2025             |
| Comienza el juicio de Karen. Victoria y Tony testifican a su favor, pero Lidia deja claras sus lealtades, apoyando a Damián. Victoria tiene la oportunidad de volver a ver a su hijo.                                                                 |              |                              |                               |
| 18 | 8            | «Reencuentro»                | 2 de mayo de 2025             |
| Arturo se reencuentra con Karen. Pedro se separa de Lidia. Laura da sus primeros pasos para dejar la silla de ruedas, pero le tienden una trampa. Karen se va a vivir con Tony y sufre por la decisión que toma Victoria.                             |              |                              |                               |
| 19 | 9            | «La despedida»               | 2 de mayo de 2025             |
| Karen sigue convenciendo a Victoria para que se quede en El Camino. Edmundo le voltea los ataques mediáticos a Karen. Melissa y Bruno entienden lo que en realidad le pasó al niño.                                                                   |              |                              |                               |
| 20 | 10           | «Volver a ti»                | 2 de mayo de 2025             |
| Victoria se ve forzada a tomar una decisión agridulce. Mientras que Karen y Tony, pagan las consecuencias de haber enfrentado a Damián y a Edmundo.                                                                                                   |              |                              |                               |

## Producción
Desde un inicio, en enero de 2019 la serie fue presentada en marco de la NAPTE 2019. Dos años después, se había anunciado que Caracol Televisión y la productora SOMOS Productions serían quienes producirían la serie. Sin embargo, el 17 de octubre de 2023, se anunció que TelevisaUnivision adquirió los derechos de la serie para producirla y ordenarla para Vix, con Carlos Moreno Laguillo como productor a cargo. Ese mismo día, Silvia Navarro, Jorge Salinas, David Chocarro, Irán Castillo y Laura Carmine fueron anunciados como parte del reparto estelar de la serie.